# Mohamed Hansal
Mohamed Hansal (arabe : محمد حنصال), né le 6 novembre 1947 à Oran est un arbitre algérien de football des années 1970 et 80.

## Carrière
Il a officié dans des compétitions majeures : 
- Coupe du monde de football des moins de 20 ans 1979 (1 match)
- Coupe du monde de football des moins de 20 ans 1987 (1 match)
- Coupe d'Asie des nations de football 1988 (2 matchs)
- Coupe du monde de football 1990